# Грузька (притока Інгулу)
Грузька — річка у Кропивницькому районі Кіровоградської області. Права притока Інгулу (басейн Південного Бугу).

## Опис

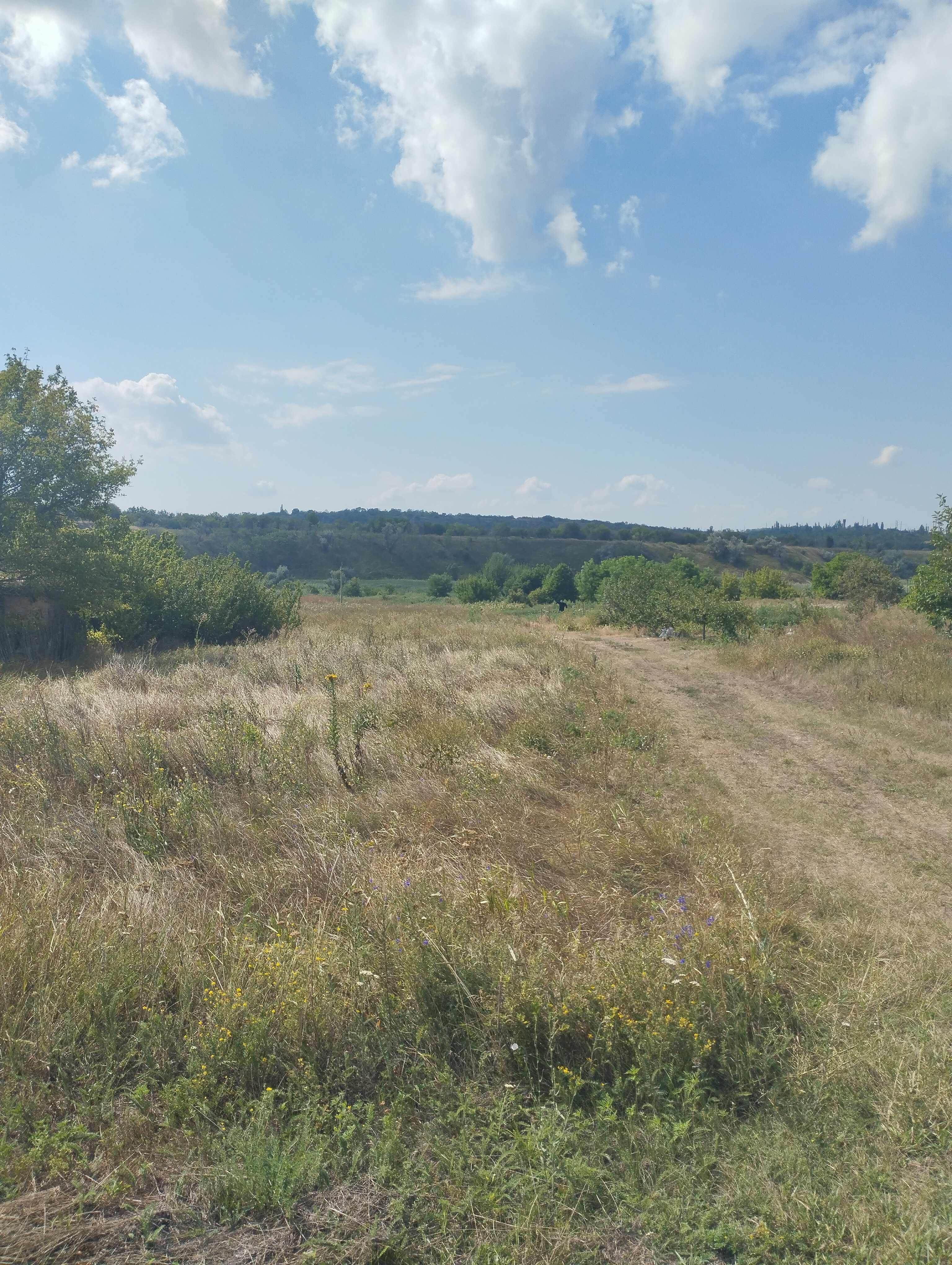
Вид з правого берега річки Грузька на лівий берег

Довжина річки 24 км, похил річки — 2,4 м/км. Формується з багатьох безіменних струмків та водойм. Площа басейну 252 км².

## Розташування
Грузька бере початок з водойми в селі Овсяниківка. Тече переважно на північний схід в межах сіл Грузького, Катеринівки та Обознівки. На північно-західній околиці Кропивницького впадає в річку Інгул, ліву притоку Південного Бугу.